# カディマ (学生結社)
カディマ(Kadimah、ヘブライ語: קדימה, lit. Forwards)とは、テオドール・ヘルツルがシオニズム運動の主要なスポークスマンになる何年も前に結成された、ウィーンで最初のユダヤ民族学生結社である。
シオニストのカディマは、1882年10月25日、モーゼ・シュナイアー、ルーベン・ビエレル、ペレツ・スモレンスキン、ナータン・ビルンバウムらによって結成された。よく知られたメンバーには、ジークムント・フロイト、イジドール・シャリート、フリッツ・レーナー＝ベーダらがいる。アンシュルスにより1938年に正式に解体したが、第二次世界大戦後の、1954年、テルアビブ・イグルにおいて宿老たちは、再び集った。

## 歴史
カディマは、1882年10月25日にウィーンで結成され、1883年3月23日には正式に当局によって承認された。したがって、結成の年はしばしば1882年と言及されることがあるが、
幾分かは1883年でもあると云える。カディマの会員カラーは、ゴールド・紫・アマランスで、続いて紫・白の色を用いていた。新しく加入したメンバーは、赤・紫の色を配したバンドを身に着けていた。当初、キャップの色は紫であり、1918年から黒、最終的な1928年からはダークブルーであった。
カディマのメンバーらにより、1891年にハスモナエア チェルノヴィッツ、1893年にモリア ヴィーン、1912年にバリシスィア ラダウツが、それぞれ結成された。カディマは、独墺合併により13日後の1938年8月に正式に解散した。
キフホイザー協会など幾つかの学生団体は、ユダヤ人の排除を始めていたというそのさなかカディマは、初のユダヤ民族の学生団体として浮上した。当初、ユダヤ人によって嘲笑されていたカディマであったが、その活動はシオニズム運動にささげられた。似た既存の団体であるホヴェヴェイ・ツィーオンがヨーロッパ中で活動していたが、カディマは、最初にユダヤ民族組織として骨を折ったと認められた。カディマは、テオドール・ヘルツルと後の政治的シオニズムの成功の基礎をもたらした。

## メンバー

### 創設者
- ナータン・ビルンバウム
- モーゼ・シュナイアー
- ルーベン・ビエレル
- ペレツ・スモレンスキン

### その他
- ジークムント・フロイト 名誉会員、精神分析学の創始者[2]
- イジドール・シャリート シオニスト
- フリッツ・レーナー＝ベーダ 諷刺家
- フェリックス・ドイチュ 精神科医